# Грачи прилетели
«Грачи́ прилете́ли» — хрестоматийный пейзаж русского художника Алексея Саврасова (1830—1897), созданный в 1871 году. Хранится в Государственной Третьяковской галерее (инв. 828). Размер — 62 × 48,5 см. Это полотно считается самым известным произведением Саврасова, а его появление рассматривается как «важный этап в развитии русской пейзажной живописи».
Саврасов начал свою работу над «Грачами» в марте 1871 года. Натурные этюды к будущему полотну были написаны художником во время его поездки в Костромскую губернию, когда он находился в селе Молвитино (ныне посёлок Сусанино Костромской области). Прообразом храма, изображённого на картине, является построенная в конце XVII века Воскресенская церковь, сохранившаяся до наших дней. Место, где работал художник, подтверждается его надписью, сделанной в левом нижнем углу полотна: «1871. С. Молвитино. А. Саврасовъ». Некоторые исследователи творчества Саврасова полагают, что самые первые рисунки и этюды к задуманной картине могли быть исполнены художником в Ярославле или его окрестностях, незадолго до его поездки в Костромскую губернию. После возвращения из Молвитина Саврасов работал над картиной в Ярославле, а затем дорабатывал композицию в Москве, куда он возвратился в начале мая. Полотно было названо художником «Вот прилетели грачи». Летом 1871 года картина была приобретена у Саврасова Павлом Третьяковым.
Осенью 1871 года полотно экспонировалось на выставке Московского общества любителей художеств (МОЛХ), а в конце того же года картина, уже под её нынешним названием (в каталоге она была указана с восклицательным знаком — «Грачи прилетели!»), была представлена на 1-й выставке Товарищества передвижных художественных выставок (ТПХВ), открывшейся 28 ноября в Санкт-Петербурге. «Грачи» получили хорошие отзывы: художник Иван Крамской писал, что на выставке этот пейзаж «есть лучший, и он действительно прекрасный», а художественный критик Владимир Стасов отмечал, что это, «наверное, лучшая и оригинальнейшая картина г. Саврасова».
Художник Исаак Левитан считал «Грачей» одной из лучших картин в творчестве Саврасова. Отмечая кажущуюся незатейливость сюжета, он писал, что «за этой простотой вы чувствуете мягкую, хорошую душу художника, которому всё это дорого и близко его сердцу…». Искусствовед Алексей Фёдоров-Давыдов называл картину «Грачи прилетели» выдающимся произведением искусства и отмечал, что «она имеет не только художественное, но и общекультурное значение». Критик и музыковед Борис Асафьев писал, что эта картина стала «символом художественного обновления сферы русского пейзажа на „далеко вперёд“», и что этим произведением Саврасов открыл «новое ощущение весны и весеннести».

## История

### Предшествующие события и работа над картиной
В конце 1870 года Алексей Саврасов, работавший в то время профессором в Московском училище живописи, ваяния и зодчества, взял пятимесячный отпуск и в начале декабря вместе со своей семьёй — женой Софьей Карловной и детьми — приехал в Ярославль. На Волге он работал над несколькими картинами, включая «Вид Волги под Юрьевцем» и «Разлив Волги под Ярославлем». В письме к Павлу Третьякову от 31 декабря 1870 года Саврасов писал: «Тихая жизнь в Ярославле позволяет мне сосредоточенно заниматься искусством», а в новогоднем поздравлении своему шурину Карлу Герцу художник сообщал: «После всех хлопот я только теперь начинаю работать и очень доволен как мастерской, так и квартирою вообще». В феврале 1871 года эта спокойная жизнь была нарушена трагическими событиями — в переписке с Третьяковым 13 февраля Саврасов сообщал, что тяжело заболела его беременная жена, а 18 февраля написал, что были преждевременные роды, жена поправляется, но ребёнок очень слаб. Через несколько дней новорождённая девочка умерла. Художник тяжело переживал потерю ребёнка — об этом свидетельствует ряд изображений могилы дочери, выполненных на ярославском кладбище.
Некоторые исследователи творчества Саврасова полагают, что именно возникшее в результате этой трагедии подавленное состояние художника привело к его живой творческой реакции на явления, предвещавшие приход весны. По словам искусствоведа Фаины Мальцевой, «возникший замысел новой картины, подсказанный встречей с ранневесенним пейзажем, можно с уверенностью связывать с пребыванием Саврасова в Ярославле». Искусствовед Владимир Петров также полагает, что первые рисунки и этюды к задуманной картине были исполнены художником в Ярославле, «под влиянием помогающего преодолеть страдания „врачующего простора“, красоты вечно обновляющейся, воскресающей природы».
В марте 1871 года Саврасов поехал в Костромскую губернию, где он сначала посетил губернский центр. Поскольку железнодорожного сообщения между Ярославлем и находившейся в 70 верстах от него Костромой в то время ещё не было, художник, по-видимому, проделал путь между этими городами на санях так называемым «нагорным трактом», который проходил вдоль правого берега Волги. Точные даты этого путешествия неизвестны, и их определение затруднено ещё одним обстоятельством — отсутствием детальной информации о поездке Саврасова в Москву, которая состоялась в марте того же года. С одной стороны, в письме к Павлу Третьякову от 27 февраля Саврасов сообщал, что он планировал выехать в Москву в районе 2—5 марта. Если так оно и получилось, то очевидно, что художник мог поехать в Костромскую губернию только после своего возвращения из Москвы в Ярославль. С другой стороны, известно, что после этого Саврасов принял решение представить свою картину «Вид Волги под Юрьевцем» на выставке Московского общества любителей художеств (МОЛХ), которая открывалась 21 марта. Если он собирался приехать к началу выставки, то он мог отложить свою поездку в Москву, а перед этим съездить в Костромскую губернию.
Из Костромы Саврасов каким-то образом добрался до села Молвитино, в то время в составе Молвитинской волости входившего в Буйский уезд Костромской губернии (ныне посёлок Сусанино, административный центр Сусанинского района Костромской области), — там-то и были написаны этюды к будущему полотну «Грачи прилетели». В изданной в 1871 году брошюре о Костромской губернии эти места описывались следующим образом: «Местоположение Молвитина красивое. Оно расположено на конце высокой горы, выдающейся в долину в виде мыса, между двумя реками, которые под Молвитиным соединяются между собой». Прообразом храма, изображённого на картине, является Воскресенская церковь, сохранившаяся до наших дней. Полагают, что строительство этого каменного храма было начато в начале 1680-х годов, а завершено оно было в 1690 году. Весьма вероятно, что церковь сооружалась артелью ярославских мастеров. С конца XVII века только колокольня не претерпела особых изменений, сам же храм неоднократно перестраивался — последние значительные изменения перед тем, как его запечатлел на своей картине Саврасов, датируются 1855—1857 годами. В настоящее время в церкви находится музей Ивана Сусанина.
Исследователи творчества Саврасова не имеют однозначного ответа на вопрос о том, почему из Костромы художник направился именно в Молвитино, расположенное более чем в 50 верстах к северу от губернского центра. По этому поводу высказывались разные версии. Писатель Василий Осокин в одном из своих рассказов писал, что, будучи на костромском базаре, Саврасов встретил крестьянина, который принял его за богомаза, и спросил, не в Молвитино ли он собирается. Необычное название села понравилось художнику, и он подтвердил, что именно туда, а когда крестьянин предложил его подвезти, то согласился. Костромской краевед Николай Зонтиков полагал, что эта версия — «плод писательского воображения», и писал, что «можно только сожалеть, что она попала в некоторые работы о Саврасове уже как бесспорный факт».
Другую версию высказывал журналист и искусствовед Евграф Кончин, посетивший Сусанино в 1980-х годах. Сотрудники местного музея рассказали ему, что на месте, откуда были запечатлены церковь и деревья, ранее (по крайней мере, до 1920-х годов) стоял двух- или трёхэтажный дом, в котором жила семья шапочника Чичагова, так что, скорее всего, Саврасов писал свой этюд с балкона этого дома или стоя перед одним из его окон. Основываясь на этой информации, Кончин предположил, что Саврасов мог познакомиться с Чичаговым в Костроме, а затем поехать вместе с ним в Молвитино, чтобы посмотреть места, связанные с жизнью и деятельностью Ивана Сусанина. Краевед Николай Зонтиков считал эту версию более правдоподобной — в том смысле, что Саврасов вряд ли отправился бы в такое отдалённое место один, без знакомых, — но при этом отмечал, что вряд ли целью этой поездки был осмотр сусанинских мест, которые находились не в Молвитине, а в районе села Домнино, деревни Деревеньки и Исуповского болота.
О подробностях работы Саврасова в Молвитине известно очень мало. Первый биограф художника — музыкальный критик Александр Размадзе, публиковавшийся под псевдонимом А. Солмонов, — в своём очерке, опубликованном в 1894 году, так описывал работу Саврасова: «Начав картину ранним утром, художник кончил её к вечеру, писал он её не отрываясь, как бы в экстазе… писал, поражённый с утра ярким впечатлением весны, вчера словно ещё не наступившей, сегодня же спустившейся на землю и охватившей своими оживляющими объятиями всю природу». По словам искусствоведа Фаины Мальцевой, это описание может быть отнесено к работе над предварительными этюдами, но никак не над самим полотном, которое было написано позже. Она отмечала, что «неизученность биографии художника породила противоречивость, почти легендарность сведений, касающихся создания знаменитой картины».
После написания этюдов Саврасов работал над картиной в Ярославле, а затем дорабатывал композицию в Москве, куда он возвратился вместе с семьёй в начале мая. Полотно было названо художником «Вот прилетели грачи».

### После создания
Летом 1871 года, когда картина была уже готова, Саврасова навестил Павел Третьяков и попросил показать «Грачей», о которых он уже был к тому времени наслышан. Увидев полотно, он назвал его первоклассной вещью и выразил желание его купить, предложив художнику 600 рублей — значительную по тем временам сумму. Саврасов согласился, и картина стала собственностью Третьякова. Иногда упоминается сумма в 500 рублей — в частности, художник Павел Чистяков в письме Василию Поленову сообщал: «Слышал я, что Саврасов шуточку свою, впрочем даровитую, продал за 500 р. Радуюсь, есть знатоки стало быть».
Осенью 1871 года полотно «Вот прилетели грачи» экспонировалось на выставке Московского общества любителей художеств (МОЛХ). В рецензии, опубликованной в номере «Московских ведомостей» за 28 октября 1871 года, особого внимания критика Владимира Чуйко (печатавшегося под псевдонимом В. В.) удостоились два представленных на этой выставке пейзажа — «Грачи» Алексея Саврасова и «Оттепель» Фёдора Васильева, причём предпочтение в отзыве отдавалось «Оттепели». В «Грачах» же Чуйко даже не увидел их весеннего мотива, написав: «Вы как будто бы чувствуете всю сырость и бесплодность минувшей зимы, но, несмотря на прилетевших грачей, нет этого живительного предчувствия наступающей весны, кроме одного внешнего признака».
В конце 1871 года картина, под её нынешним названием, но с восклицательным знаком — «Грачи прилетели!», — предстала перед публикой на 1-й выставке Товарищества передвижных художественных выставок (ТПХВ), открывшейся 28 ноября в Санкт-Петербурге. Кроме «Грачей», Саврасов также послал на выставку пейзаж «Лесная дорога» (нынешнее название — «Дорога в лесу», 1871, 138,5 × 109,5 см, ГРМ). Помимо этого, от московских пейзажистов были представлены картины Льва Каменева, Сергея Аммосова и Владимира Аммона. На той же выставке присутствовали работы таких известных мастеров пейзажного жанра, как Алексей Боголюбов, Михаил Клодт и Иван Шишкин. Обсуждая пейзажи, экспонировавшиеся на выставке, художник Иван Крамской в письме к Фёдору Васильеву от 6 декабря 1871 года писал, что «пейзаж Саврасова „Грачи прилетели“ есть лучший, и он действительно прекрасный». По словам Крамского, в других пейзажах «всё это деревья, вода и даже воздух, а душа есть только в „Грачах“». В статье о выставке, опубликованной в номере «Санкт-Петербургских ведомостей» за 8 декабря 1871 года, положительно отозвался о картине Саврасова и художественный критик Владимир Стасов, отнеся её к лучшим из представленных на выставке пейзажей. В обзорной статье «Первая русская передвижная художественная выставка», опубликованной в декабрьском номере журнала «Отечественные записки» за 1871 год, писатель и критик Михаил Салтыков-Щедрин пейзажам значительного внимания не уделил, но при этом упомянул «прелестную картину „Грачи прилетели“ г. Саврасова».
Царская семья тоже пожелала иметь в своей коллекции пейзаж Саврасова «Грачи прилетели», и вскоре после открытия 1-й передвижной выставки императрица Мария Александровна заказала художнику повторение картины. Саврасов выполнил это первое авторское повторение «Грачей» в январе 1872 года, и именно оно, а не полотно из собрания Третьякова, в 1873 году было послано на Всемирную выставку в Вене. Там оно экспонировалось вместе с рядом других произведений, представляющих успехи русской живописи за последнее десятилетие, — картинами «Пётр и Алексей» Николая Ге, «Охотники на привале» и «Рыболов» Василия Перова, «Бурлаки на Волге» Ильи Репина, «Грешница» Генриха Семирадского и другими.
Через пять лет после выставки в Вене, в 1878 году, полотно «Грачи прилетели» из коллекции Третьякова также побывало на Всемирной выставке, которая в тот год проводилась в Париже. Кроме этого, картина экспонировалась на выставках МОЛХ 1872 года и Академии художеств 1873 года. В 1947 году картина входила в экспозицию персональной выставки «Пейзаж в русской живописи второй половины XIX века», посвящённой 50-летию со дня смерти Саврасова, которая проводилась в Центральном доме работников искусств в Москве. В 1963 году полотно участвовало в выставке произведений Саврасова в Государственном Русском музее в Ленинграде, а в 1971 году — в реконструкции 1-й передвижной выставки, проходившей в Государственной Третьяковской галерее в Москве. В 1971—1972 годах в рамках выставки «Пейзажная живопись передвижников» картина побывала в Киеве, Ленинграде, Минске и Москве. В 1980 году картина участвовала в расширенной экспозиции произведений Саврасова в Третьяковской галерее, посвящённой 150-летию со дня рождения художника. В 2005—2006 годах она экспонировалась на выставке, посвящённой 175-летию со дня рождения Саврасова, которая проходила в Инженерном корпусе Третьяковской галереи.

## Описание картины
На переднем плане картины изображены берёзы, растущие на задворках церковного участка. Среди них привлекает внимание корявое дерево, слева от которого торчит сухой пень. Вокруг берёз летают грачи, некоторые птицы сидят на ветках возле уже построенных гнёзд. На земле лежит снег, проталины в котором свидетельствуют о наступлении весны. Асимметричность расположения деревьев «усиливает впечатление хлопотливого движения грачей, летающих вокруг гнёзд». В изображении грачей отмечается некоторый отход от реалистичности — фигуры птиц несколько велики по сравнению с реальными размерами, а их рисунок выглядит довольно приблизительным и даже наивным. При этом, однако, «верно передан характер этих симпатичных вестников весны», и, скорее всего, «если бы их фигурки были безукоризненно верны анатомически, тщательно нарисованы, несомненно картина потеряла бы значительную часть своей прелести».
Центральная группа берёз является основой композиции. Склонённые ветки боковых деревьев, стволы которых частично обрезаны краями холста, уравновешивают центральную группу справа и слева. Мягкий свет от косых лучей весеннего солнца падает справа налево, образуя лёгкие тени берёз на всё ещё белом, но уже немного потемневшем снегу. За деревьями находится забор, за которым видны крыши деревянных построек. Линия забора проходит на втором плане по всей ширине картины, подчёркивая протяжённость пейзажа в горизонтальном направлении. За деревянными постройками возвышается старая пятиглавая церковь с колокольней шатрового типа, а далее до самого горизонта простираются равнинные поля, через которые протекает река — по всей видимости, обычно разливающаяся весенней порой Воложница (или Волжница), которая впадает в Шачу северо-западнее Сусанина. Изображённые на картине дальние планы придают пейзажу ощущение пространственности.
По мнению краеведа Николая Зонтикова, Саврасов писал Воскресенскую церковь с северо-востока, где находится самая высокая точка Молвитина (Сусанина) — только с этой стороны церковь могла показаться находящейся в низине, и именно оттуда можно было видеть разлившуюся Воложницу. При этом Зонтиков отмечает, что «с этой точки зрения колокольня должна находиться от храма справа, и к тому же большая её часть должна быть при этом закрыта храмовым зданием». Кроме этого, художник изобразил колокольню несколько более высокой по отношению к храму, чем на самом деле, а также уменьшил расстояние между колокольней и храмом. Всё это было связано с творческим методом Саврасова, который, не будучи простым копиистом, мог в своих произведениях отступать от фактической точности изображаемых объектов. Искусствовед Фаина Мальцева тоже отмечала ряд отличий между храмом, изображённым на картине, и Воскресенской церковью — в частности, отсутствие у реальной церкви закомар, изображённых художником. Она полагала, что при работе над окончательной версией полотна Саврасов использовал собирательный образ, основанный «на творческом переосмыслении каких-то конкретных впечатлений от увиденных им типичных старинных храмов, в том числе и молвитинской церкви Воскресения Христова, пример которой на последнем этапе мог стать наиболее близким и наглядным». В целом образ старинной церкви написан Саврасовым очень тонко и проникновенно, с чувством уважения к памятнику сельской архитектуры и его строителям.
Фрагменты картины «Грачи прилетели»
Для усиления пространственного звучания образа Саврасов немного нарушил перспективу. Передний план картины изображён так, что художник как будто находится вблизи земли. Но при таком ракурсе горизонт должен был бы находиться довольно низко, в то время как на картине он изображён примерно посередине холста, на уровне церковных главок. Это было сделано художником для того, чтобы лучше показать равнинные дали, которые играют в картине важную смысловую и образную роль. Саврасов пользовался аналогичным приёмом и в некоторых других работах — в частности, в более ранней картине «Степь днём» (1852). По словам искусствоведа Николая Новоуспенского, «композиция картины, её ритмическое и цветовое построение сложны и многообразны». Полотно можно условно поделить на три горизонтальных пояса, каждый из которых написан в определённой цветовой тональности. Верхний пояс, охватывающий примерно половину холста, занят светлым небом, в цветовой гамме которого преобладают холодные голубые тона. На нижнем поясе, занимающем примерно треть полотна, изображён светлый снег, выполненный в серовато-белильных тонах. А между верхним и нижним поясами, охватывая пространство от забора до дальних полей у горизонта, находится относительно узкий средний пояс, написанный в коричневых тонах с голубыми прописками. Таким образом, «наиболее тёмный участок земли и строений оказывается как бы взвешенным в светлой и лёгкой среде, что способствует впечатлению воздушности всего пейзажа».
Художник добивается согласованности и слитности элементов пейзажа как с помощью правильно выбранной композиции, так и используя средства самой живописи, через хорошо подобранные светотеневые соотношения. Композиция полотна создаёт впечатление устремлённости ввысь, которое достигается «подчёркнуто тянущимися кверху молодыми тонкими берёзками и шатровой колокольней старинной белокаменной церкви». Посредством тщательно разработанной пластической характеристики пейзажных элементов художнику удаётся передать печаль уходящей зимы и радость весеннего пробуждения природы. Это достигается через общий светлый колорит картины, включающий в себя голубизну просветов неба, тёплые светло-коричневатые проталины на полях, а также холодные сине-серые тона тающего снега, который написан с использованием множества оттенков сиреневого, розового и голубого цветов. Снег, изображённый на переднем плане, кажется потемневшим, рыхлым и осевшим, а тот, что у забора, освещён солнцем и окрашен «мягкой розоватой золотистостью». Сдержанная, но насыщенная светом цветовая гамма позволила художнику наполнить картину тонко выраженной эмоциональностью.
При работе над картиной Саврасов использовал сложную технику живописи, с применением цветного грунта, красочных слоёв разного цвета и фактуры, разнонаправленных мазков, а также лессировок и рефлексов. В частности, новаторской является разработка неба, по всей поверхности которого видны следы движения кисти, причём «характер и направление мазков непрерывно меняется, создавая впечатление воздушности и трепетности живописи». При этом, по словам Фаины Мальцевой, «вся техника исполнения отступает перед гармонией целого, вызванной уже не столько силой профессионального мастерства её воссоздания, сколько силой непосредственного чувства, так возвышенно воспринявшего это явление природы и заставляющего нас именно так его воспринимать».

## Этюды, эскизы, повторения и варианты
О предварительной работе, которую провёл Саврасов перед написанием «Грачей», известно очень мало. Искусствовед Николай Новоуспенский отмечал, что мы почти ничего не знаем «о вынашивании, созревании и формировании образа картины», так что «многое принадлежит к области догадок». На выставке, посвящённой 50-летию со дня смерти Саврасова, которая проходила в 1947 году в Москве, были представлены два этюда, выполненные на красном дереве. Один из них, размером 22,5 × 13,5 см, принадлежал коллекционеру В. К. Дмаховскому. Искусствовед Фаина Мальцева писала, что, согласно манере исполнения, этот этюд был написан непосредственно с натуры, и можно с уверенностью утверждать, что он был использован при написании центральной части картины «Грачи прилетели». Мальцева отмечала схожесть композиций этюда и основной картины, хотя и с некоторыми существенными отличиями. Одним из таких отличий был горячий коричнево-золотистый колорит этюда, который, судя по всему, был написан в яркий солнечный день. В нижней части этюда была подпись: «А. Саврасовъ. Молвитино». В монографии 1967 года Николай Новоуспенский отмечал, что после смерти В. К. Дмаховского новое местонахождение этюда было неизвестно. Другой этюд (размером 30,2 × 14,8 см), показанный на выставке 1947 года, принадлежал коллекционеру Н. В. Ильину и не имел столь определённого сходства с картиной. По предположению художника и искусствоведа Игоря Грабаря, высказанному в период подготовки к выставке, этот этюд мог быть написан Саврасовым позже, по памяти: «По такому этюду не сделаешь картины. Это скорее эскиз по памяти. Увидел колокольню, а потом пришёл домой и по памяти что-то сделал». В настоящее время дату написания этого этюда относят к 1880-м годам. Кроме этого, известен этюд к картине «Грачи прилетели», выполненный маслом по дереву и датированный 1871 годом. Этот этюд хранится в Пензенской областной картинной галерее имени К. А. Савицкого. Он был приобретён галереей в 1984 году.
В Третьяковской галерее хранится эскиз-вариант начала 1870-х годов под названием «Пейзаж с церковью и колокольней» (бумага тонированная на картоне, итальянский и графитный карандаш, соус и белила, мокрая кисть, 49,7 × 33,3 см, инв. 30958), поступивший в собрание от прямых наследников Саврасова от его первого брака. На этом эскизе, на котором изображён «скромный одноглавый храм, с едва намеченным его перекрытием и высоко поднявшимся шатром колокольни», проглядываются некоторые детали композиции картины, но существенная часть подробностей отсутствует — в частности, нет строений, располагавшихся рядом с церковью. Согласно предположению Фаины Мальцевой, этот эскиз-вариант мог быть выполнен художником в окрестностях Ярославля на начальном этапе работы над картиной — возможно, в сельской слободе Кресты, где находился похожий по архитектуре храм.
Как уже отмечалось, первое авторское повторение картины «Грачи прилетели» было выполнено Саврасовым в начале 1872 года по заказу императрицы Марии Александровны, и именно оно было послано на Всемирную выставку в Вене. В настоящее время местонахождение этого авторского повторения неизвестно. Ещё одно повторение, исполненное в 1879 году (по другим данным — в 1889 году), хранится в Нижегородском государственном художественном музее (холст, масло, 62 × 49,5 см).
|  |  |  |  |

|  |  |  |

Художник неоднократно исполнял произведения, в которых он варьировал мотив и композицию картины «Грачи прилетели». Известен выполненный в горизонтальном формате вариант-повторение под названием «Весна. Грачи прилетели» (холст, масло, 67 × 117 см, частное собрание, Москва), который был включён в каталог персональной выставки Саврасова 2005 года. В Третьяковской галерее хранится одноимённый вариант-повторение 1894 года (бумага грунтованная тонированная, итальянский карандаш, соус, растушка, проскребание, 33 × 23 см, инв. 27192). В Государственном Русском музее находится написанный в 1880—1890-х годах вариант-повторение картины под названием «Ранняя весна» (холст, масло, 51,3 × 37,8 см, инв. Ж-4117, передан в музей в 1948 году, дар М. М. Музалевского). Ещё один вариант-повторение, очень близкий по размеру и содержанию к варианту из Русского музея, хранится в Национальном художественном музее Республики Беларусь (1880—1890-е, холст, масло, 51 × 38 см, инв. РЖ-627).

## Отзывы и критика
В статье о 1-й передвижной выставке, опубликованной в «Санкт-Петербургских ведомостях» 8 декабря 1871 года, художественный критик Владимир Стасов отнёс «Грачей» к лучшим из представленных на выставке пейзажей и отметил, что это, «наверное, лучшая и оригинальнейшая картина г. Саврасова». Обсуждая мастерство художника, проявленное при изображении деревьев, птиц, загородного пейзажа и колокольни, Стасов восклицал: «Как всё это чудесно, как тут зиму слышишь, свежее её дыхание!». Впоследствии искусствовед Николай Новоуспенский отмечал, что описание Стасова было не вполне точным, поскольку, по всей видимости, оно было сделано им по памяти — в частности, критик не увидел того, что всё полотно Саврасова пронизано чувством наступления весны. Тем не менее, по словам Новоуспенского, в главном Стасов был прав — он верно почувствовал одушевлённость изображённой художником природы, наполненность картины чувством и настроением.
В статье «По поводу смерти А. К. Саврасова», опубликованной в «Русских ведомостях» 4 октября 1897 года, художник Исаак Левитан писал, что «с Саврасовым появилась лирика в живописи пейзажа и безграничная любовь к своей родной земле». В качестве примера Левитан приводил картину «Грачи прилетели», которую он считал одной из лучших в творчестве Саврасова. Описывая её сюжет, Левитан писал: «Окраина захолустного городка, старая церковь, покосившийся забор, поле, тающий снег и на первом плане несколько берёзок, на которых уселись прилетевшие грачи, — и только. Какая простота! Но за этой простотой вы чувствуете мягкую, хорошую душу художника, которому всё это дорого и близко его сердцу…».
Художник и критик Александр Бенуа в своей книге «История русской живописи в XIX веке», первое издание которой вышло в свет в 1902 году, называл картину «Грачи прилетели» замечательной и многозначительной и утверждал, что ни до, ни после неё Алексей Саврасов не создал ничего столь же выдающегося. По его словам, эта одинокая картина Саврасова должна считаться «каким-то феноменальным, необъяснимым случаем» — как «по теме, по чудному поэтичному настроению», так и «по простоте, непосредственности исполнения и отчасти даже по красоте красок». Бенуа писал, что саврасовские «Грачи» — «чудесная картина, такая же поэтичная, в одно и то же время тоскливая и радостная, истинно весенняя»; в этом смысле он сравнивал её со вступлением к опере Николая Римского-Корсакова «Снегурочка». Николай Новоуспенский не соглашался с Бенуа в том, что картина «Грачи прилетели» стоит особняком в творчестве Саврасова, но признавал, что «она является такой вершиной, до уровня которой поднимаются ещё, может быть, одна или две работы».
В своей монографии о Саврасове искусствовед Алексей Фёдоров-Давыдов также отмечал, что «Грачи прилетели» — не случайная удача, а лучшая картина среди сходных работ художника. Он называл «Грачей» выдающимся произведением искусства, имеющим «не только художественное, но и более широкое общекультурное значение». Он отмечал, что это полотно является важным этапом на пути развития русской пейзажной живописи и «вместе с тем выражает завоевания в развитии общей культуры народа». Фёдоров-Давыдов писал, что пейзаж «Грачи прилетели» сразу же воспринимается в простоте своего мотива, а затем шаг за шагом раскрывается в живописном повествовании, но не за счёт внешней фабульности, а благодаря стремлению художника передать жизнь природы. Сравнивая «Грачей» с появившимся в том же году полотном Фёдора Васильева «Оттепель», Фёдоров-Давыдов отмечал лиричность обеих картин, но разницу между ними видел в том, что саврасовская лирика соответствует ясному и чёткому повествованию, в то время как васильевской лирике присущ более общий, хотя при этом и непосредственный характер.
Критик и музыковед Борис Асафьев (литературный псевдоним — Игорь Глебов) писал, что картина «Грачи прилетели» стала «символом художественного обновления сферы русского пейзажа на „далеко вперёд“», и что этим произведением Саврасов открыл «новое ощущение весны и весеннести». Сравнивая саврасовских «Грачей» с «Временами года» Чайковского, Асафьев отмечал, что появление такого пейзажа свидетельствовало о наступлении времени, когда «русская живопись почувствовала не внешнюю только видимость — очень скромную — русской природы, а её мелодию, душу пейзажа». В то же время, по словам Асафьева, и «русская музыка услышала особенную живописность переливов, переходов одного времени года в другое: родилась русская звукопись, музыка пейзажей-настроений и музыка поющих сил природы».
Искусствовед Фаина Мальцева писала, что в картине «Грачи прилетели» Саврасову удалось создать «многомерный и поэтичный образ русской весны, сближенный с жизнью человека уже не внешне, а внутренне». По её мнению, именно в этом «кроется тайна обаяния саврасовского искусства, его вечно живое начало». Мальцева отмечала, что при своём появлении в начале 1870-х годов саврасовские «Грачи» не были оценены в полной мере, но в 1890-х годах эта картина, представляющая собой «произведение с ярко выраженной эстетической концепцией, утверждавшей в пейзажной живописи лирическое переживание природы», стала «знаменем в искусстве саврасовских учеников». Это является доказательством того, насколько это полотно опередило время, и насколько ему удалось подняться над другими пейзажами, показанными на 1-й передвижной выставке.